# Tempio di Khnum (Elefantina)
Il Tempio di Khnum è un tempio egizio situato nell'isola di Elefantina nella città di Assuan, in Egitto.
Dedicato al dio Khnum, fu costruito per volere della regina Hatshepsut e fu poi restaurato da Ramses II.